# Idefix

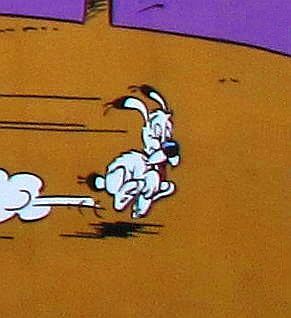
Pes Idefix

Idefix (francouzsky Idéfix, anglicky Dogmatix) je Obelixův pes ze série komiksů o Asterixovi.
Idefix je velmi malý a s obrovitým Obelixem vytvářejí komickou dvojici. Je chytrý, Obelix ho učí stopovat menhiry. Nemá rád, když někdo ubližuje stromům. Jeho jméno vzniklo zkomolením francouzského Idée fixe, což se dá přeložit jako utkvělá představa, myšlenka, která ovládá mysl. Idefix má podle předběžných informací dostat větší prostor ve filmu 12 úkolů pro Asterixe, kde byl měl velkou měrou pomoci hlavním hrdinům z nejedné zapeklité situace.
Poprvé se objevil v díle Asterix a cesta kolem Galie, kde seděl před řeznictvím v Lutecii. Od té chvíle se objevil na téměř každém obrázku knihy, ale nikdo si ho až do závěrečné hostiny nevšiml.
Asterixe, Obelixe a druida Panoramixe v díle Asterix a Kleopatra dokonce zachrání od smrti v útrobách pyramidy.